# Parigi-Bruxelles 1933
La Parigi-Bruxelles 1933, venticinquesima edizione della corsa, si svolse il 23 aprile 1933 su un percorso di 383 km con partenza da Les Pavillons-sous-Bois e arrivo a Bruxelles. Fu vinta dal francese Albert Barthélémy, che completò la prova in 11h00'00" davanti al belga Alfons Ghesquière e al tedesco Gerhard Esser; conclusero la prova, organizzata dal quotidiano brussellese Le Soir con il supporto di quello parigino L'Auto, 41 degli 83 ciclisti al via.

## Percorso
Il percorso, dopo il via da Pavillons-sous-Bois, attraversò nell'ordine Meaux, La Ferté-sous-Jouarre, Château-Thierry (km 74), Dormans, Épernay (km 122), Reims (km 149), Rethel, Rocroi, Gué-d'Hossus, Bruly, Couvin (km 255), Mariembourg, Philippeville, Charleroi (km 305), Gosselies, Genappe, Wavre e Notre-Dame-au-Bois, concludendosi al Bois de la Cambre a Bruxelles.

## Squadre e corridori partecipanti
Si iscrissero alla prova 134 ciclisti, in rappresentanza di dieci squadre di marca o come individuali; di questi, 83 presero il via.
| N.    | Cod. | Squadra                   |
| ----- | ---- | ------------------------- |
| 1, 26 | -    | Labor-Dunlop              |
| 3-12  | -    | Génial Lucifer-Hutchinson |
| 13-23 | -    | Alcyon-Dunlop             |
| 27    | -    | Thomann-Dunlop            |
| 28    | -    | Armor-Dunlop              |
| 29-34 | -    | Dilecta-Wolber            |

| N.          | Cod. | Squadra               |
| ----------- | ---- | --------------------- |
| 36-38       | -    | De Dion-Bouton-Wolber |
| 39-43       | -    | France Sport-Wolber   |
| 45          | -    | Francis Pélissier     |
| 50-69       | -    | Depas                 |
| 44, 101-164 | -    | Individuali           |

## Ordine d'arrivo (Top 10)
| Pos. | Corridore          | Squadra        | Tempo     |
| ---- | ------------------ | -------------- | --------- |
| 1    | Albert Barthélémy  | F. Pélissier   | 11h00'00" |
| 2    | Alfons Ghesquière  | Alcyon         | s.t.      |
| 3    | Gerhard Esser      | Depas          | s.t.      |
| 4    | Gaston Rebry       | Alcyon         | s.t.      |
| 5    | Félicien Vervaecke | Labor-Dunlop   | s.t.      |
| 6    | Jean Wauters       | Thomann        | a 1'20"   |
| 7    | Romain Gijssels    | Dilecta        | a 3'00"   |
| 8    | Alfons Deloor      | Dilecta        | s.t.      |
| 9    | Emile Joly         | Génial Lucifer | a 3'05"   |
| 10   | Sylvère Maes       | Alcyon         | a 3'30"   |